# Hypolycaena margites
Hypolycaena margites är en fjärilsart som beskrevs av Paul Mabille 1900. Hypolycaena margites ingår i släktet Hypolycaena och familjen juvelvingar. Inga underarter finns listade i Catalogue of Life.